# Aramm
Aramm ( Traducción, Virtud ; pronunciationⓘ</img> pronunciationⓘ) es una película dramática producida en el idioma tamil, una lengua India, se escribió en 2017 y fue dirigida por Gopi Nainar. Presenta a Nayanthara como un recolector distrital, y a Ramachandran Durairaj y Sunu Lakshmi en papeles secundarios. La música fue compuesta por Ghibran y la cinematografía por Om Prakash, la película comenzó a producirse a mediados de 2016 y se estrenó en cines el 10 de noviembre de 2017. Tras su estreno la película fue reconocida por los críticos de cine y alcanzó buenas ventas. Más tarde, la película fue traducida y doblada al telugu como Karthavyam y se estrenó en ese idioma el 8 de marzo de 2018

## Trama
La historia comienza con el recolector distrital  Madhivadhani ( Nayanthara), quien se enfrenta a un desafío profesional cuando una pequeña niña llamada Dhanshika (Mahalakshmi) cae en un profundo hueco. Se llevan a cabo muchos esfuerzos de rescate, incluso se lleva a cabo la técnica de nudo mariposa. Cuando ejecutan esta técnica, la niña vuelve a caer en el agujero. Durante esta crisis, Madhivadhani parece notar que la niña no está recibiendo suficiente oxígeno. Pero los médicos se aseguran de que la niña tenga tiempo suficiente para sobrevivir. Aunque se realizan varios esfuerzos, estos fracasaran. La familia de la niña decide rescatarla por sus propios medios enviando al hermano de la niña (Muthu) al hueco y así finalmente consiguen el rescate.

## Elenco
- Nayanthara como Madhivadhani IAS ( Vos por Deepa Venkat
- Remachandran Durairaj como Pulenthiran
- Suni Lakshmi como Sumathi
-  Mahalakshmi como Dhanshika
- Kitty como El Oficial del Gobernador
- Vela Ramamoorthy como MLA
- E. Ramdoss como Oficial de Policía
- Jeeva Ravi como El Doctor
- T. Siva como Ministro
- Vignesh como Saravanan
- Ramesh Thilaganathan como Muthu
- Vinodnini Vaidynathan como Enfermera